# George Mathews (Politiker)
George Mathews (* 30. August 1739 im Augusta County, Colony of Virginia; † 30. August 1812 in Augusta, Georgia) war ein britisch-amerikanischer Offizier und Politiker. Er war zweimaliger Gouverneur von Georgia sowie Mitglied des Repräsentantenhauses.

## Frühe Jahre
Der Sohn einer aus Ulster stammenden Einwanderer-Familie wuchs im Augusta County im damals kolonialen Virginia auf. Der junge Mathews wurde in jener Zeit auf wirtschaftliche, zivile und militärische Aufgaben vorbereitet. Zusammen mit seinem Bruder Sampson gründete er ein Unternehmen, das sich mit Landspekulationen, Hausverkäufen und landwirtschaftlichen Einrichtungen beschäftigte. Die Firma der Brüder war sehr erfolgreich und expandierte schnell. Mit dem Aufstieg der Firma wuchsen auch das Ansehen und der Einfluss von Mathews. Schon bald war er in führenden Positionen des Magistrats vertreten.

## Militärische Karriere
Nachdem er bereits vor der amerikanischen Unabhängigkeit einige Einsätze als Freiwilliger der Miliz gegen aufständische Indianer absolviert hatte, schloss er sich bei Ausbruch des Unabhängigkeitskrieges den Streitkräften der Amerikaner an. Zunächst war er Hauptmann der Miliz von Virginia. 1777 wurde er Oberst eines Regiments, das zur Kontinentalarmee von George Washington gehörte. Dieses Regiment wurde bei der Schlacht von Germantown in Pennsylvania vollständig geschlagen. Die meisten Soldaten waren entweder gefallen oder in Gefangenschaft geraten. Unter den Kriegsgefangenen war auch George Mathews. Bis zum Dezember 1781 verblieb er in Gefangenschaft. Nach seiner Freilassung schloss er sich in Georgia und South Carolina wieder der Kontinentalarmee an. Bei dieser Gelegenheit lernte er den Staat Georgia näher kennen und schätzen.

## Neuanfang in Georgia
1783 erwarb Mathews im Wilkes County Land, das durch eine Schenkung der Regierung für seine militärischen Dienste noch vergrößert wurde. Während er Freunde und Bekannte in Virginia zu einer Übersiedlung nach Georgia ermutigte, zog er sich selbst aus den geschäftlichen Unternehmen in seiner Heimat zurück und konzentrierte sich auf eine Zukunft in Georgia. Dort strebte er einen Aufstieg in die Elite der reichen Sklaven haltenden Pflanzer sowie eine politische Karriere an. Um dieses Ziel zu erreichen, nutzte er seine Kontakte aus der Kriegszeit und als Unternehmer in Virginia. Tatsächlich gelang es ihm sehr bald, seine gesteckten Ziele zu erreichen. Mitte der 1780er Jahre übernahm er erste öffentliche Ämter in seinem Bezirk. 1787 wurde er Mitglied des Parlaments von Georgia und noch im selben Jahr wurde er zum Gouverneur dieses Staates gewählt.

## Gouverneur von Georgia
Mathews übte das Amt des Gouverneurs zweimal aus: Seine erste Amtszeit von 1787 bis 1788 fiel dabei noch in die Zeit, bevor Georgia offiziell Bundesstaat der USA wurde. Er setzte sich für größere Rechte der Regierung und des Gouverneurs gegenüber dem Parlament ein. Er gehörte zudem dem Konvent an, der 1787 die Verfassung der Vereinigten Staaten ratifizierte. 1788 wurde er ins Repräsentantenhaus des 1. US-Kongresses gewählt, 1791 aber nicht im Amt bestätigt. Auch ein Versuch, 1792 in den US-Senat gewählt zu werden, blieb erfolglos. Hingegen gelang es ihm, in Georgia wieder mehr Rückhalt zu finden, was 1793 in der erneut Wahl zum Gouverneur resultierte. Die größten Herausforderungen seiner zweiten Amtszeit, die bis 1796 währte, waren Überfälle der Creek-Indianer im Westen des Landes und separatistische Bestrebungen von Elijah Clarke, der mit seinen Anhängern die so genannte Trans-Oconee-Republik gründete. Diese Republik wurde 1794 unter dem Kommando des späteren Gouverneurs Jared Irwin zerschlagen.
Überschattet wurde Mathews zweite Amtszeit vom sogenannten Yazoo-Land-Skandal, in den er persönlich verwickelt war. Die Regierung verkaufte Grundstücke im Westen Georgias. Dabei flossen Bestechungsgelder in die Taschen führender Politiker. Er selbst unterstützte dieses Vorgehen und legalisierte es auch noch durch ein Gesetz, das von den Gegnern als illegal angesehen wurde. Als der Skandal publik wurde, fiel Mathews in politische Ungnade, seine Karriere war damit beendet. James Jackson, ein führender Politiker jener Zeit und US-Senator für Georgia, gab eigens seinen Sitz im Kongress auf, um die Krise in Georgia beizulegen. Mit seiner Hilfe und der Unterstützung des neuen Gouverneurs Jared Irwin wurden alle Landverkäufe rückgängig gemacht und das Yazoo-Land-Gesetz annulliert.

## Lebensabend und Tod
Nach den Ereignissen um den Yazoo-Skandal verließ Mathews Georgia und ließ sich im Mississippi-Territorium nieder. Dort heiratete er eine reiche Witwe. 1812 machte sein Name nochmals Schlagzeilen, als er von Präsident James Madison damit beauftragt wurde, eine Rebellion im Osten Floridas gegen die Spanier zu unterstützen. Ziel des Plans war die anschließende Eingliederung Floridas in die USA. Der Plan funktionierte, aber gleichzeitig hatte die Regierung in Washington beschlossen, die Pläne aufzuschieben. Eine Annexion Floridas schien zu diesem Zeitpunkt (wohl auch wegen des gleichzeitig ausgebrochenen Krieges mit England) politisch nicht opportun. Mathews wurde abberufen und war darüber dermaßen verärgert, dass er persönlich nach Washington reisen wollte, um den Präsidenten umzustimmen. Auf dem Weg dorthin erkrankte er aber in Augusta, Georgia. Dort starb er am 30. August 1812.
Er war zunächst mit Anne Polly Paul verheiratet, mit der er acht Kinder hatte. In zweiter Ehe heiratete er während seiner Zeit in Mississippi die Witwe Mary Carpenter.